# Амель
Аме́ль — коммуна в Валлонии, расположенная в провинции Льеж, округ Вервье. Принадлежит Немецкому языковому сообществу Бельгии. На площади 125,15 км² проживают 5 282 человека (плотность населения — 42 чел./км²), из которых 50,85 % — мужчины и 49,15 % — женщины. Средний годовой доход на душу населения в 2003 году составлял 9 881 евро.
Почтовый код: 4770-4771. Телефонный код: 080.